# Leon Dunne
Leon Dunne (7 de marzo de 1975) es un deportista australiano que compitió en natación. Ganó una medalla de oro en el Campeonato Mundial de Natación en Piscina Corta de 2002, en la prueba de 4 × 200 m libre.

## Palmarés internacional
| Campeonato Mundial en Piscina Corta | Campeonato Mundial en Piscina Corta | Campeonato Mundial en Piscina Corta | Campeonato Mundial en Piscina Corta |
| Año                                 | Lugar                               | Medalla                             | Prueba                              |
| ----------------------------------- | ----------------------------------- | ----------------------------------- | ----------------------------------- |
| 2002                                | Moscú (Rusia)                       | Medalla de oro                      | 4 × 200 m libre                     |